# Epirrhoe dynata
Epirrhoe dynata là một loài bướm đêm trong họ Geometridae.